# Abraham Kulwieć
Abraham Kulwieć, lit. Abraomas Kulvietis, łac. Abraham Culvensis; znany także jako Abraham Kulwiec, Abraham Kulwietz, Abraham Kulvietis (ur. ok. 1509 w Kulwie, zm. 19 lipca 1545 tamże) – litewski działacz reformacji, propagator luteranizmu, prawnik i teolog.

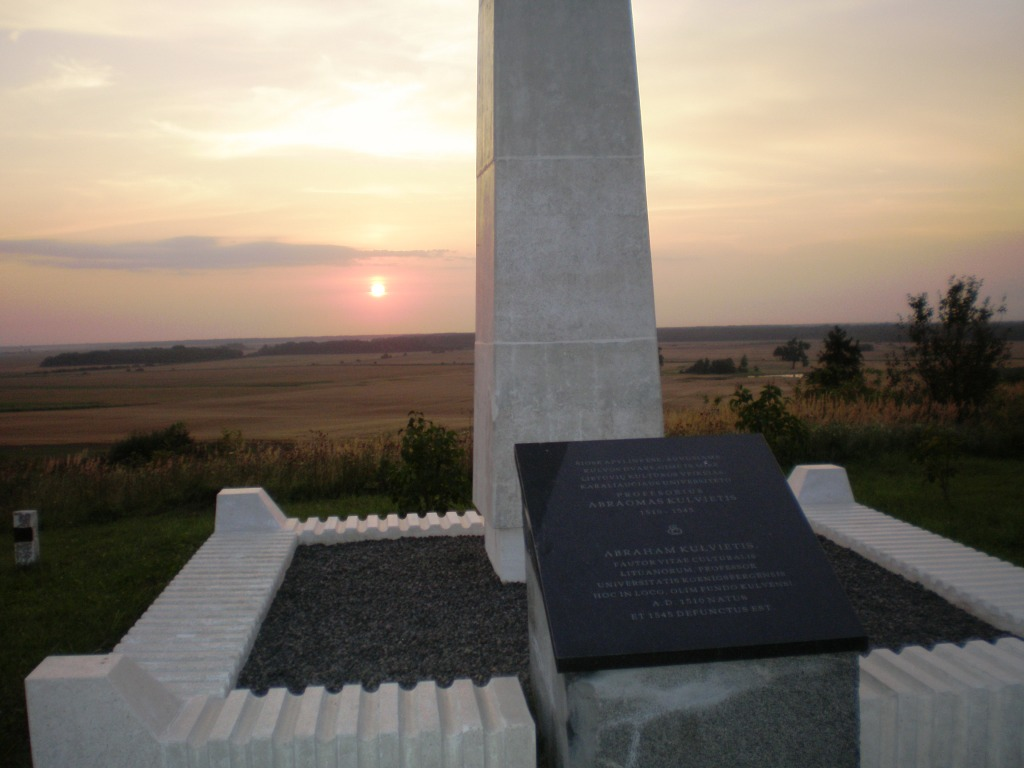
Grób Abrahama Kulwiecia w najwyższym punkcie rejonu janowskiego

## Życiorys

### Dzieciństwo i wykształcenie
Urodził się w znanej i zamożnej litewskiej rodzinie szlacheckiej. W latach 1528–1537 studiował na uniwersytecie w Krakowie. Zainteresowany ideami humanizmu, udał się na dalsze studia do Leuven (Niderlandy), gdzie uległ wpływowi Erazma z Rotterdamu. Przekonany o konieczności zreformowania chrześcijaństwa, wyjechał na studia do Wittenbergi, gdzie wykładali Marcin Luter i Filip Melanchton. Następnie w 1536 wyjechał do Lipska i Sieny, gdzie w 1537 otrzymał stopień doktora prawa.

### Działalność
W 1538 wrócił na Litwę, gdzie zaczął poprzez publiczne odczyty w Wilnie rozpowszechniać reformację luterańską. Około 1540 wybudował w Wilnie szkołę, do której uczęszczało 60 uczniów. Z powodu szerzenia wiary ewangelickiej był szykanowany i w końcu w 1542 zmuszony do zamknięcia placówki oraz wyjazdu do Prus Książęcych. W Królewcu został prywatnym nauczycielem księcia.
Był jednym z założycieli Uniwersytetu Albrechta w Królewcu, gdzie w 1544 jako pierwszy otrzymał katedrę języków: hebrajskiego i greckiego. Paul Speratus opisuje go jako cenionego wykładowcę i szanowanego członka Kościoła Pruskiego. Za radą Speratusa Kulwieć jako pierwszy przetłumaczył na język litewski katechizm luterański (wydrukowany w 1547 w Królewcu) oraz pieśni religijne. Napisał w języku łacińskim dzieło Confessio fidei Abr. Culvensis (Wyznanie wiary Abr. Kulwiecia) (1543).

### Ostatnie lata i śmierć
W 1546 Kulwieć dowiedział się o ciężkiej chorobie matki i książę pruski Albrecht Hohenzollern, za pośrednictwem swojego wuja – króla Polski Zygmunta I – uzyskał dla niego glejt wjazdowy na Litwę. Kulwieć wyjechał tam już jako chory człowiek i zmarł wkrótce po przybyciu do rodzinnej Kulwy. Ten zgon wywołał falę plotek o otruciu Kulwiecia przez jego wrogów.